# František Udržal

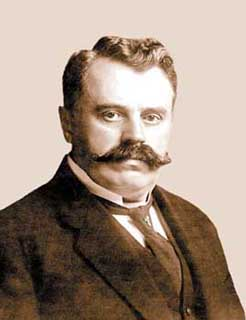
František Udržal

František Udržal (* 3. Januar 1866 in Dolní Roveň, Kaisertum Österreich; † 25. April 1938 in Prag) war ein Politiker der Tschechischen Agrarpartei und von 1929 bis 1932 tschechoslowakischer Ministerpräsident.

## Leben
František Udržal stammte aus einer tschechischsprachigen Familie von Großbauern und Dorfrichtern aus dem Bezirk Pardubitz. Er studierte Agrarwissenschaften an der Friedrichs-Universität Halle, bevor er Wirtschaftsbeamter in der Untersteiermark wurde. Er war Mitglied der Jungtschechen und Abgeordneter zum österreichischen Abgeordnetenhaus (1897–1918). Ab 1903 zählte der Politiker zur Tschechischen Agrarpartei. Ab Herbst 1918 war er Mitglied des Tschechoslowakischen Nationalausschusses. In der neu gegründeten Tschechoslowakei war er ab 1921 bis 1925 und 1926 bis 1929 Verteidigungsminister. Ministerpräsident Antonín Švehla musste ab dem 1. Februar 1929 infolge einer Krankheit die Amtsgeschäfte ruhen lassen. František Udržal, der die Geschäfte ohne personelle Veränderungen übernahm, ging nur von einer Übergangszeit aus und rechnete mit einer baldigen Rückkehr von Švehla – diese Hoffnung erwähnte er sehr deutlich in seiner Regierungserklärung – und eine Kontinuität versprach. Nachdem am 8. Oktober 1929 Hlinkas Partei HSĽS die Regierung verließ, hat Udržal vorgezogene Neuwahlen zum 27. Oktober 1929 sowie seinen Rücktritt angekündigt. Nach der Wahl die tschechische und deutsche Sozialdemokratie in die bis dahin übernationale bürgerlich-agrarische Koalitionsregierung ein. Am 29. Oktober 1932 schied er aus dem Amt, nachdem er vom rechten Flügel seiner Partei zur Amtsaufgabe gedrängt worden war.